# Letelepedési államkötvény
A magyarországi letelepedési államkötvény (hivatalos nevén Letelepedési Magyar Államkötvény) olyan értékpapír, amit az Európai Unión kívüli befektetők vásárolhatnak a magyar kormány által kijelölt közvetítőkön keresztül és ezért cserébe magyarországi letelepedési engedélyhez (ennek a hivatalos neve: nemzetgazdasági érdekből kiadott nemzeti letelepedési engedély) juthatnak, ezzel pedig az egész Európai Unióban szabadon utazhatnak.
A program kezdeményezője Rogán Antal frakcióvezető volt, az államkötvényt először a második Orbán-kormány ideje alatt bocsátották ki.
A rendszer 2013-as bevezetése és 2017-es felfüggesztése közötti időszakban kb. 20 000 fő szerzett kötvényvásárlás révén letelepedési vagy tartózkodási engedélyt Magyarországon, amelybe a kötvényvásárlók és a velük költöző családtagjaik is beleszámítanak.

## Nemzetközi háttér
Ismert nemzetközi gyakorlat, hogy azok az országok, amelyek vonzani szeretnék a külföldi betelepülőket, bizonyos gazdasági befektetésekért cserébe letelepedési lehetőséget nyújtanak külföldieknek a letelepedésre, hosszabb távon az állampolgárság megszerzésére. Az ezzel kapcsolatos nemzetközi gyakorlat széles skálán változik.

## A hazai rendszer
A programot Rogán Antal kezdeményezte 2012 őszén, akinek javaslata alapján 250–300 ezer euróért juthattak magyar letelepedési engedélyhez EU-n kívüli állampolgárok. A Belügyminisztérium 2015-ös közlése szerint a programban résztvevő, letelepedési engedélyhez jutó személyek legnagyobb része kínai, ezen kívül van köztük például orosz, iráni, szír, és ukrán állampolgárságú is.
A letelepedési kötvények kibocsátását a Államadósság Kezelő Központ Zrt. végezte, de a befektetők nem közvetlenül ezen kormányzati szervtől juthattak az állampapírokhoz, hanem kizárólag az állam által kijelölt magánközvetítőkön keresztül. A közvetítők nagyrészt magyar hátterű, gyakran offshore cégek voltak. A közvetítőcégek felügyeletét az Országgyűlés Gazdasági bizottsága látta el. A külföldi befektető e kötvények vásárlása révén kölcsönt nyújthatott a magyar államnak, amit középtávon komoly kamattal együtt kap vissza az államtól. Profit az ügyletben kizárólag a közvetítő cégekben keletkezik, de az igen jelentős mértékű.
Az Államadósság Kezelő Központ Zrt. a kedvezőbb finanszírozási helyzetre hivatkozva 2017. március 31.-én beszüntette a kötvényértékesítést. A szervezet e közleményében jelezte, hogy a programban összesen 17 009 darab kötvénycsomagot értékesítettek 1 milliárd 293 millió euró össznévértékben.
2018 szeptemberében Vadai Ágnes DK-s képviselő Pintér Sándor belügyminiszterhez intézett interpellációjában kérdést tett fel a letelepedési kötvények felülvizsgálatára vonatkozóan. Kontrát Károly belügyi államtitkár válasza szerint a vizsgálat megtörtént, és a Bevándorlási és Menekültügyi Hivatal a problémásnak talált kötvényesek papírjait visszavonta. A BMH 2018 decemberi adatközlése szerint 16 kötvényes letelepedési engedélyének visszavonásáról van szó. A 444.hu arra hívta fel a figyelmet, hogy a visszavonások valószínűleg nem érintették több korábban nevesített, kockázatot jelentő személy iratait, például Aszad szíriai diktátor bizalmasát, és az egykori orosz kémfőnök és családja engedélyét.

## Bírálatok
A programot indításától kezdve érték bírálatok a pénzügyi és nemzetbiztonsági átláthatóság hiánya miatt. A leggyakoribb kritikák a programmal kapcsolatban elsősorban arra irányulnak, hogy a törvény szabta feltételek miatt a kötvényprogram az állam számára jelentős veszteséget termel, a program a nehezen nyomon követhető közvetítő offshore-cégeknél túl nagy profitot eredményez, illetve hogy nemzetbiztonsági szempontból vitatható megbízhatóságú személyeknek juttatott magyar letelepedési engedélyt.
2017 februárjában a Magyar Nemzetben megjelent információk szerint a kötvényprogramban egy Liechtensteinben bejegyzett közvetítőcég azután is részt vett a kötvények értékesítésében, hogy engedélyét már visszavonták. A cikkben bírálták az Országgyűlés gazdasági bizottságát, ugyanis szerintük nem gyakorol kellő felügyeletet a program végrehajtásában részt vevő közvetítőcégek felett. Az Államadósság Kezelő Központ Zrt. szerint ebben az esetben nem történt szabálytalanság, ugyanis a cég csak a felfüggesztésekor már kiadott letelepedési engedélyekre vonatkozó értékesítési tevékenységet folytatott.
2017 szeptemberében Demeter Márta, az LMP politikusa a pénzügyi átláthatóság hiánya miatt bírálta a programot, mivel szerinte a közvetítőcégeknél nincs lehetőség a résztvevők kifizetéseinek nyomon követésére, ezért felmerülhet a pénzmosás lehetősége. Emellett szerinte a kötvényprogram a beindítása óta 2017-ig összesen 17–18 milliárd forintos kárt okozott az államnak a kötvények magasan rögzített kamatszintje miatt.
2017 októberében a Magyar Nemzet és a Transparency International pert nyert az Országgyűlés gazdasági bizottságával szemben. A kötvényprogrammal kapcsolatos közérdekű adatok eltitkolása miatt indított per előzménye az volt, hogy a közérdekű adatigényléseket az eljáró hatóság sorozatosan elutasította.
2018 márciusában a 444.hu és a Direkt36 híroldalak névtelen informátorra hivatkozva információkat közöltek több olyan esetről, mely során vitatható megbízhatóságú személyek jutottak magyarországi letelepedési engedélyhez. Közlésük szerint a letelepedési kötvényprogram résztvevői között van nemzetközi bűncselekménnyel gyanúsított személy, illetve Bassár el-Aszad szíriai diktátor egy bizalmasa is. A 444.hu oknyomozó újságírói ugyanezen év szeptemberében információkat közöltek további résztvevőkről, melyek között több orosz állami cégvezető, illetve az orosz külföldi hírszerzés főnökének, Szergej Nariskin közeli családtagjai is szerepeltek. Ismert például, hogy magyar papírokhoz jutott Vlagyimir Blockij, az orosz törvényhozás alsóházának tagja, és családtagjai; Dimitrij Boriszovics Pavlov, vitatott tevékenységű üzletember; Iliaz Muszlimov, az orosz parlament korábbi képviselője; Alekszej Jankevics, a Gazprom egy leányvállalatának igazgatója illetve Andrej Kalmikov, az orosz Aeroflot légitársaság egyik leányvállalatának vezetője.
A kötvényprogrammal kapcsolatos biztonsági bírálatok szerint a rendszer a közvetítőcégeknél túl nagy profitot eredményezett. A Transparency International Magyarország és a Költségvetési Felelősségi Intézet Budapest számításai 30 milliárd forintra becsülik a kötvényprogram által okozott kárt, miközben Fidesz-közeli cégek 162 milliárd forint haszonra tettek szert.
A Direkt36.hu információi szerint az egyik közvetítőcég ügyleteiben Habony Árpád politikai tanácsadó is érintett.
A Belügyminisztérium a kritikákra reagálva 2016-ban közölte, hogy azokat alaptalannak tartja. A magyar hatóságok álláspontja a bírálatokkal kapcsolatban általában az, hogy a kötvényprogram négylépcsős átvilágítási folyamata megbízható és alapos, bár az alkalmazott vizsgálati módszereket nem ismertették.